# Rolf Nygren
Ej att förväxla med konstnären Rolf Erling Nygren (1925–2010).
Rolf O. Nygren, född 3 juni 1944 i Örebro, är en svensk rättshistoriker.
Nygren blev teologie kandidat 1968, filosofie magister 1969, och 1977 filosofie doktor vid Uppsala universitet på en avhandling om militieombudsmannens tillkomst. Han blev docent 1980. Nygren var verksam som forskningsassistent vid Forskningsrådsnämnden 1978–1979, som bibliotekare och arkivarie vid riksdagsbiblioteket 1979–1982 och som förste arkivarie och chef för riksdagens centralarkiv 1982–1984. 1984 utsågs han till professor i rättshistoria vid Uppsala universitet.